# Добрынин, Александр Юрьевич
Алекса́ндр Ю́рьевич Добры́нин (род. 27 марта 1957, Мамадыш, Мамадышский район, Татарская АССР, РСФСР, СССР) — советский и российский певец, поэт, музыкант. Участник групп «Зодчие», «Мираж», «Здравствуй, песня», «Весёлые ребята», «Кинематограф».

## Биография
Родился в Мамадыше 27 марта 1957 года в семье педагогов. Мать, Добрынина Маргарита Максимовна — учитель русского языка и литературы. Отец, Добрынин Юрий Каримович — учитель труда, черчения и физкультуры.
Музыкой начал заниматься ещё в детстве, интересовался зарубежными исполнителями. После окончания школы и службы в армии поступал в ГМПИ им. М. М. Ипполитова-Иванова, но не поступил.
В 1982 году попал на профессиональную сцену. Участвовал в группах «Зодчие», «Мираж», «Здравствуй, песня», «Весёлые ребята», «Кинематограф». Работал с композиторами Игорем Матета, («Хохочешь», «Никогда», «Останься»), Аркадием Укупником («Ночные цветы», «Рита-Маргарита») и др. Исполнял хиты «Атлантида» (муз. И. Матвиенко), в группе Веселые ребята исполнял: «Рыжий клоун», «Пустыня» (муз. В. Добрынин), «На Канарских островах» (муз. Т. Ефимов), «Звездочёт», «Девушка с обложки» (муз. П. Слободкин) и др. Все эти песни получили новое звучание.
На рубеже 90-х Добрынин занимался сольной карьерой.
В 1992 году выпустил виниловый диск «Ночные цветы».
В 1997 году студия «Гала-Рекордс» выпустила альбом «Возьми и купи».
В 1990-е годы Добрынин получил признание публики как сольный исполнитель. Принимает участие в совместных концертах со звёздами российской и зарубежной эстрады, участвует в телевизионных шоу, выступает на праздниках и мероприятиях на различных площадках.

## Дискография
- «Девушка с обложки. Песни на стихи Натальи Просторовой» — фирма Мелодия (С60 30329-30 007) (гигант), 1990
- «Ночные цветы» (гигант), 1992
- «Возьми и купи» «Гала-Рекордc» CD, 1997

## Песни
- «Атлантида» (Веселые ребята)
- «Рыжий клоун» (Веселые ребята)
- «Пустыня» (Веселые ребята)
- «На Канарских островах» (Веселые ребята)
- «Звездочёт» (Веселые ребята)
- «Девушка с обложки» (Веселые ребята)
- «Ночные цветы»
- «Рита-Маргарита»
- «Розовые розы» (Веселые ребята), лауреат Песни-89